# Neomonoceratina spinosa
Neomonoceratina spinosa is een mosselkreeftjessoort uit de familie van de Schizocytheridae. De wetenschappelijke naam van de soort is voor het eerst geldig gepubliceerd in 1987 door Annapurna & Rama Sarma.